# Ninrude
Ninrude (Nimrud; em árabe: كال) é um sítio arqueológico localizado em torno da cidade assíria de Calú, localizada a sul do rio Tigre, no norte da Mesopotâmia. Os arqueólogos deram o nome de Ninrude à cidade com base no rei bíblico Ninrode, um lendário herói e caçador mencionado nos livros do Gênesis, de Miqueias e no Primeiro Livro de Crônicas. A cidade foi chamada de Calá (Kalakh) na Bíblia.
A cidade de Ninrude, localizado no atual norte do Iraque entre o rio Tigre e a cordilheira de Zagros, foi fundada ca. 1 300 a.C. e pertenceu ao Império Assírio, servindo-lhe de capital. Os seus frescos e outras peças de arte eram celebradas no mundo inteiro e surgem referidas em diversos textos sagrados e literários. A cidade abrangia uma área de 360 hectares, e suas ruínas se encontram a um quilômetro da aldeia moderna de Noomanea, na província de Nínive, no Iraque, 30 quilômetros a sudeste de Mossul.
Em março de 2015 as ruínas da cidade foram devastadas por membros do grupo Estado Islâmico em mais um ato de intolerância e ignorância da organização. Irina Bokova, diretora-geral da UNESCO, condenou a destruição da antiga cidade, considerando-a um “crime de guerra” e um “ataque deliberado contra a história e cultura milenar do Iraque”. Em 13 de abril de 2015, os membros do Estado Islâmico divulgaram vídeo no qual é exibida a explosão das ruínas.